# عقدي (ألبوم)
عقدي (10سنوات) (بالإنجليزية: My Decade) هو ثالث ألبوم مصغر للفنانة الموسيقية الكورية الأمريكية جيسيكا جونغ. والألبوم بمناسبة الذكرى السنوية العاشرة على ترسيمها لذلك سمي الألبوم بأسم «عقدي». أصدر الألبوم في 9 أغسطس 2017 من قبل كوراديل إنترتينمنت، ويتكون الألبوم من ستة أغاني شاركت جيسيكا في تأليفها من ضمنها ألاغنية التي أصدرت سابقاً بعنوان «لأنه الربيع» وألاغنية الرئيسية «عاصفة الصيف».

## الترويج
تم إصدار أغنية «لإنه الربيع» كأغنية رقمية منفردة في 18 أبريل 2017، مصحوبة بفيديو كليب يصور المغنية في مواقع مختلفة كنوع من مشاهد ما وراء الكواليس.
تم إصدار أغنية «عاصفة الصيف» كأغنية رئيسية بالتزامن مع إصدار الألبوم في 9 أغسطس مع الفيديو كليب الخاص بها.
تم إصدار أغنية «ليلة مُرصعة بالنجوم» كأغنية منفردة أخيرة في 1 سبتمبر مع الفيديو الكلمات الخاص بها الذي يظهر المغنية في مواقع مختلفة من وراء كواليس فيديو كليب أغنية «عاصفة الصيف».

## الأداء التجاري
أُصدر ألبوم عقدي وبلغ ذروته في المرتبة 4 على مخطط غاون للألبومات بتاريخ 6-12 أغسطس 2017. في أسبوعه الثاني، انخفض مركز الألبوم إلى الرقم 9، وبعد أسبوع من انتهاء المخطط، عاود الدخول في أسبوعه الرابع برقم 10. كما ظهر الألبوم لأول مرة في مخطط الولايات المتحدة للألبومات العالمية وأخذ المركز 5 في نهاية الأسبوع في 26 أغسطس 2017.
أحتل الألبوم المركز 9 على مخطط غاون للألبومات لشهر أغسطس 2017، مع مبيعات تخطت 44,684 نسخة.

## أغاني الألبوم
| 1. | "عاصفة الصيف"                 | جيسيكا         | 3:22 |
| 2. | "عقل جميل"                    | جيسيكا         | 3:39 |
| 3. | "ليلة الأحد"                  | جيسيكا         | 3:05 |
| 4. | "أحبك"                        | د.ير           | 3:26 |
| 5. | "ليلة مُرصعة بالنجوم"          | جيسيكا         | 4:26 |
| 6. | "لأنه الربيع (봄이라서 그래)" | جاي كيم جيسيكا | 3:29 |

## المخططات
| مخطط (2017)                                 | المركز |
| ------------------------------------------- | ------ |
| كوريا الجنوبية (غاون)                       | 4      |
| ألبومات الولايات المتحدة العالمية (بيلبورد) | 5      |

## تاريخ الصدور
| الدول          | التاريخ      | الشكل      | اللغة   | الموزع                            |
| -------------- | ------------ | ---------- | ------- | --------------------------------- |
| حول العالم     | 9 أغسطس 2017 | تحميل رقمي | الكورية | كوراديل إنترتيمنت، إنتربارك ميوزك |
| كوريا الجنوبية | 9 أغسطس 2017 | سي دي      | الكورية | كوراديل إنترتيمنت، إنتربارك ميوزك |